# Stati federati della Nigeria

Stati della Nigeria

Gli Stati federati della Nigeria sono la suddivisione territoriale di primo livello del Paese e sono pari a 36; ad essi è equiordinato il Territorio della Capitale Federale (Federal Capital Territory). 
Gli Stati si suddividono a loro volta in aree di governo locale, complessivamente pari a 774.

## Lista
| Localizzazione | Stato federato                     | Capitale      | Popolazione (2006) | Superficie (km²) |
| -------------- | ---------------------------------- | ------------- | ------------------ | ---------------- |
|                | Abia                               | Umuahia       | 2 833 999          | 4 857            |
|                | Adamawa                            | Yola          | 3 168 101          | 37 957           |
|                | Akwa Ibom                          | Uyo           | 3 920 208          | 6 788            |
|                | Anambra                            | Awka          | 4 182 032          | 4 761            |
|                | Bauchi                             | Bauchi        | 4 676 465          | 48 197           |
|                | Bayelsa                            | Yenagoa       | 1 703 358          | 9 363            |
|                | Benue                              | Makurdi       | 4 219 244          | 30 755           |
|                | Borno                              | Maiduguri     | 4 151 193          | 72 767           |
|                | Cross River                        | Calabar       | 2 888 966          | 22 112           |
|                | Delta                              | Asaba         | 4 098 391          | 17 095           |
|                | Ebonyi                             | Abakaliki     | 2 173 501          | 6 342            |
|                | Edo                                | Benin City    | 3 218 332          | 19 584           |
|                | Ekiti                              | Ado-Ekiti     | 2 384 212          | 5 797            |
|                | Enugu                              | Enugu         | 3 257 298          | 7 560            |
|                | Gombe                              | Gombe         | 2 353 879          | 17 428           |
|                | Imo                                | Owerri        | 3 934 899          | 5 135            |
|                | Jigawa                             | Dutse         | 4 348 649          | 23 415           |
|                | Kaduna                             | Kaduna        | 6 066 562          | 44 217           |
|                | Kano                               | Kano          | 9 383 682          | 20 389           |
|                | Katsina                            | Katsina       | 5 792 578          | 23 822           |
|                | Kebbi                              | Birnin Kebbi  | 3 238 628          | 36 320           |
|                | Kogi                               | Lokoja        | 3 278 487          | 29 063           |
|                | Kwara                              | Ilorin        | 2 371 089          | 33 792           |
|                | Lagos                              | Ikeja         | 9 013 534          | 3 475            |
|                | Nassarawa                          | Lafia         | 1 863 275          | 26 633           |
|                | Niger                              | Minna         | 3 950 249          | 72 065           |
|                | Ogun                               | Abeokuta      | 3 728 098          | 16 850           |
|                | Ondo                               | Akure         | 3 441 024          | 15 019           |
|                | Osun                               | Osogbo        | 3 423 535          | 8 585            |
|                | Oyo                                | Ibadan        | 5 591 589          | 27 036           |
|                | Plateau                            | Jos           | 3 178 712          | 26 539           |
|                | Rivers                             | Port Harcourt | 5 185 400          | 10 361           |
|                | Sokoto                             | Sokoto        | 3 696 999          | 32 146           |
|                | Taraba                             | Jalingo       | 2 300 736          | 59 180           |
|                | Yobe                               | Damaturu      | 2 321 591          | 44 880           |
|                | Zamfara                            | Gusau         | 3 259 846          | 33 667           |
|                | Territorio della Capitale Federale | Abuja         | 1 405 201          | 7 569            |

## Cronologia
| Regioni        | Regioni           | Stati            | Stati       | Stati       | Stati                                            | Stati                                             |
| -------------- | ----------------- | ---------------- | ----------- | ----------- | ------------------------------------------------ | ------------------------------------------------- |
| 1960           | 1963              | 1967             | 1976        | 1987        | 1991                                             | 1996                                              |
| Orientale      | Orientale         | Sud-orientale    | Cross-River | Akwa Ibom   | Akwa Ibom                                        | Akwa Ibom                                         |
| Orientale      | Orientale         | Sud-orientale    | Cross-River | Cross-River |                                                  |                                                   |
| Orientale      | Orientale         | Centro-orientale | Imo         | Imo         | Abia                                             | Abia                                              |
| Orientale      | Orientale         | Centro-orientale | Imo         | Imo         | Imo                                              |                                                   |
| Orientale      | Orientale         | Centro-orientale | Anambra     | Anambra     | Anambra                                          | Anambra                                           |
| Orientale      | Orientale         | Centro-orientale | Anambra     | Anambra     | Enugu                                            | Enugu                                             |
| Orientale      | Orientale         | Centro-orientale | Anambra     | Anambra     | Enugu                                            | Ebonyi (comprende anche parte della vecchia Abia) |
| Orientale      | Orientale         | Rivers           | Rivers      | Rivers      | Rivers                                           | Bayelsa                                           |
| Orientale      | Orientale         | Rivers           | Rivers      | Rivers      | Rivers                                           | Rivers                                            |
| Occidentale    | Medio-occidentale | Bendel           | Bendel      | Bendel      | Delta                                            | Delta                                             |
| Occidentale    | Medio-occidentale | Bendel           | Bendel      | Bendel      | Edo                                              |                                                   |
| Occidentale    | Occidentale       | Lagos            | Lagos       | Lagos       | Lagos                                            | Lagos                                             |
| Occidentale    | Occidentale       | Occidentale      | Ogun        | Ogun        | Ogun                                             | Ogun                                              |
| Occidentale    | Occidentale       | Occidentale      | Ondo        | Ondo        | Ondo                                             | Ekiti                                             |
| Occidentale    | Occidentale       | Occidentale      | Ondo        | Ondo        | Ondo                                             | Ondo                                              |
| Occidentale    | Occidentale       | Occidentale      | Oyo         | Oyo         | Osun                                             | Osun                                              |
| Occidentale    | Occidentale       | Occidentale      | Oyo         | Oyo         | Oyo                                              |                                                   |
| Settentrionale | Settentrionale    | Benue-Plateau    | Benue       | Benue       | Benue                                            | Benue                                             |
| Settentrionale | Settentrionale    | Benue-Plateau    | Plateau     | Plateau     | Plateau                                          | Nasarawa                                          |
| Settentrionale | Settentrionale    | Benue-Plateau    | Plateau     | Plateau     | Plateau                                          | Plateau                                           |
| Settentrionale | Settentrionale    | Kano             | Kano        | Kano        | Jigawa                                           | Jigawa                                            |
| Settentrionale | Settentrionale    | Kano             | Kano        | Kano        | Kano                                             |                                                   |
| Settentrionale | Settentrionale    | Kwara            | Kwara       | Kwara       | Kwara                                            | Kwara                                             |
| Settentrionale | Settentrionale    | Kwara            | Kwara       | Kwara       | Kogi (comprende anche parte della vecchia Benue) |                                                   |
| Settentrionale | Settentrionale    | Nord centrale    | Kaduna      | Kaduna      | Kaduna                                           | Kaduna                                            |
| Settentrionale | Settentrionale    | Nord centrale    | Kaduna      | Katsina     |                                                  |                                                   |
| Settentrionale | Settentrionale    | Nord-occidentale | Niger       | Niger       | Niger                                            | Niger                                             |
| Settentrionale | Settentrionale    | Nord-occidentale | Sokoto      | Sokoto      | Kebbi                                            | Kebbi                                             |
| Settentrionale | Settentrionale    | Nord-occidentale | Sokoto      | Sokoto      | Sokoto                                           | Sokoto                                            |
| Settentrionale | Settentrionale    | Nord-occidentale | Sokoto      | Sokoto      | Sokoto                                           | Zamfara                                           |
| Settentrionale | Settentrionale    | Nord-orientale   | Bauchi      | Bauchi      | Bauchi                                           | Bauchi                                            |
| Settentrionale | Settentrionale    | Nord-orientale   | Bauchi      | Bauchi      | Bauchi                                           | Gombe                                             |
| Settentrionale | Settentrionale    | Nord-orientale   | Borno       | Borno       | Borno                                            | Borno                                             |
| Settentrionale | Settentrionale    | Nord-orientale   | Borno       | Borno       | Yobe                                             |                                                   |
| Settentrionale | Settentrionale    | Nord-orientale   | Gongola     | Gongola     | Adamawa                                          | Adamawa                                           |
| Settentrionale | Settentrionale    | Nord-orientale   | Gongola     | Gongola     | Taraba                                           |                                                   |